# مادام سوشاتسکا
مادام سوشاتسکا (انگلیسی: Madame Sousatzka) یک فیلم درام به کارگردانی جان شلزینجر است که در سال ۱۹۸۸ منتشر شد.
شرلی مک‌لین بابت هنرنمایی در این فیلم، در سال ۱۹۸۸ میلادی در چهل و ششمین مراسم گلدن گلوب برندهٔ جایزه گلدن گلوب بهترین بازیگر زن – فیلم درام شد. وی همچنین نامزد جایزه بفتای بهترین بازیگر نقش مکمل زن شد.

## بازیگران
- شرلی مک‌لین در نقش «مادام سوشاتسکا»
- شبانه اعظمی در نقش «سوشیلا»
- پگی اشکرافت در نقش «لیدی امیلی»
- توییگی در نقش «جنی»
- لی لاسِـن در نقش «رانی»
- ناوین چاودری در نقش «مَنِک»
- رابرت ریتی در نقش «لئو»